# Stałe Przedstawicielstwo Rzeczypospolitej Polskiej przy Biurze Narodów Zjednoczonych i organizacjach międzynarodowych w Wiedniu
Stałe Przedstawicielstwo Rzeczypospolitej Polskiej przy Biurze Narodów Zjednoczonych i organizacjach międzynarodowych w Wiedniu (ang. Permanent Mission of the Republic of Poland to the United Nations Office and the International Organizations in Vienna) – polska misja dyplomatyczna przy Organizacji Narodów Zjednoczonych.
Stałe Przedstawicielstwo w Wiedniu jest jednym z trzech przedstawicielstw Polski przy ONZ. Pozostałe znajdują się w Nowym Jorku i Genewie. W latach 2019 z placówki wyodrębniono Stałe Przedstawicielstwo przy OBWE z siedzibą w Wiedniu. Oba przedstawicielstwa mieściły się w tym samym budynku. W 2024 obie placówki zostały ponownie połączone.

## Zadania
Stałe Przedstawicielstwo reprezentuje Polskę, uczestniczy w pracach OBWE i wyspecjalizowanych organizacji ONZ jak m.in.: MAEA, UNIDO, Komisji Przygotowawcza ds. Całkowitego Zakazu Prób z Bronią Jądrową (CTBTO), Komitet ONZ ds. Pokojowego Wykorzystania Przestrzeni Kosmicznej (COPUOS), Biuro NZ ds. Narkotyków i Przestępczości (UNODC).

## Siedziba
Siedziba Stałego Przedstawicielstwa mieści się w zabytkowej willi przy Hietzinger Hauptstraße 42 B w trzynastej dzielnicy Wiednia. W bezpośrednim sąsiedztwie znajdują się: Ambasada RP w Wiedniu oraz Wydział Konsularny Ambasady Rzeczypospolitej Polskiej w Wiedniu.